# Граневе
Гра́неве (рос. Граневое) — селище у складі Нижньотуринського міського округу Свердловської області.
Населення — 1 особа (2010, 8 у 2002).
Національний склад населення станом на 2002 рік: росіяни — 87 %.